# تربینگ
تربینگ (به لهستانی:  Trebień) یک روستا در لهستان است که در گمینا بیلانه واقع شده‌است.